# FK Taras
Der FK Taras (kasachisch Тараз Футбол Клубы; russisch Футбольный клуб Тараз; englisch FC Taraz) ist ein kasachischer Fußballverein aus der im Süden Kasachstans gelegenen Stadt Taras.

## Geschichte

### Namensentwicklung
- 1961: Gegründet als Metallist Dschambul (Металлист Джамбул)
- 1967: Umbenannt in Woschod Dschambul (Восход Джамбул)
- 1968: Umbenannt in Energetik Dschambul (Энергетик Джамбул)
- 1971: Umbenannt in Alatau Dschambul (Алатау Джамбул)
- 1975: Umbenannt in Chimik Dschambul (Химик Джамбул)
- 1992: Umbenannt in Fosfor Dschambul (Фосфор Джамбул)
- 1994: Umbenannt in FK Taras (ФК Тараз)

### Sowjetische Meisterschaft
Der Verein wurde 1961 gegründet und spielte immer in der dritten Liga der Sowjetunion. Dabei wurde die Mannschaft aus dem Süden Kasachstans in den Spielzeiten 1971, 1973 und 1986 jeweils Vizemeister in einer der Zonenmeisterschaften der untersten Profiklasse der UdSSR.

### Kasachische Meisterschaft
Der Verein war Gründungsmitglied der kasachischen Superliga. 1996 konnte die Mannschaft den Meistertitel erringen. Außerdem wurden in den Jahren 1995 und 1997 zwei Vizemeistertitel gefeiert, wobei im Jahre 1997 die Mannschaft erst am 13. Oktober im Entscheidungsspiel im Zentralstadion Almaty vor 7.500 Zuschauern mit 0:1 dem punktgleichen Irtysch Pawlodar unterlegen war. Nach der Saison 2001 stieg die Mannschaft nach einem 15. Platz in die zweite Liga ab, schaffte aber den sofortigen Wiederaufstieg. Nach der Spielzeit 2007 rutschte das Team erneut in die Zweitklassigkeit ab und wiederum kehrte nach nur einer Spielzeit in die oberste kasachische Spielklasse zurück.
2004 gelang der erste Pokalsieg, als FK Qairat Almaty mit 1:0 geschlagen werden konnte. Zudem stand das Team noch zwei Mal im Finale des kasachischen Pokals. 1992 konnte sich der Gegner FK Qairat Almaty mit 5:1 durchsetzen, 1993 wurde das Finale mit 2:4 gegen den FK Dostyk Almaty verloren. In der Saison 2014 rettete sich der Verein auf den 11. Tabellenplatz (Relegationsplatz). In der Relegation traf Taras auf Kyran Schymkent, gewann das Elfmeterschießen und sicherte sich den Klassenerhalt. 2016 musste der FK Taras erneut in die Relegation, verlor 0:3 gegen den FK Altai Semei und muss nun absteigen.

Logo 2010–2012
Logo seit 2012

## Teilnahmen an AFC-Wettbewerben
Zum ersten Mal trat der Verein aus Taras bei dem asiatischen Pokal der Pokalsieger in der Saison 1994/95 in Erscheinung. In der zentralasiatischen Gruppe der Vorrunde wurden alle vier Spiele gegen den Pakhtakor Tashkent aus Usbekistan, Merw Mary aus Turkmenistan, Ravshan Kulyab aus Tadschikistan und Alai Osch aus Kirgistan mit einem Torverhältnis von 27:3 gewonnen. In der zweiten Runde wurde die Mannschaft von dem iranischen Vertreter Jonoob Ahvaz bezwungen.
In der Saison 1997/98 war die Mannschaft in der ersten Runde der AFC Champions League dem Nisa Aşgabat aus Turkmenistan nach einem 2:2-Heimunentschieden und anschließender 0:2-Auswärtsniederlage unterlegen.

## Stadion
Der Verein trägt seine Heimspiele im 12.525 Zuschauer fassenden Zentralstadion Taras aus, das im Jahre 1976 erbaut wurde.

## Erfolge
- Kasachische Meisterschaft:
  - Meister: 1996
  - Vizemeister: 1995, 1997
- Kasachischer Pokal:
  - Sieger: 2004
  - Finalist: 1992, 1993

## Bekannte ehemalige Spieler
| Kasachstan - Qairat Äschirbekow (2001) - Maxim Asowski (2004) - Älibek Böleschew (2010) - Bauyrschan Islamchan (2011–2012) - Jewgeni Jarowenko (1981–1983) - Ulan Konysbajew (2008–2010) - Dmitri Ogai (1986, 1989) - Alexei Schapurin (2007–2008) - Murat Sujumaghambetow (2012) - Murat Tleschew (1998–1999) | GUS und ehemalige Sowjetunion - Anton Semljanuchin (2010–2011) - Alan Gatagow (2015) - Konstantin Golowskoi (2013) - Dawrondschon Ergaschew (2016–2017) - Arslan Satubaldin (2010) - Oleksandr Alijew (2016) - Ruslan Romantschuk (2004) - Ihar Sjankowitsch (2016) | Europa - Damir Memišević (2011) - Neven Vukman (2012) - Ostoja Stjepanović (2011) - Nikola Tonev (2010) - Sigourney Bandjar (2014) - Desley Ubbink (2014–2015) - Nils Zatl (2020) - Manuel Curto (2013) - Miloš Adamović (2011) - Danilo Belić (2011) - Predrag Govedarica (2018) - Ersin Mehmedović (2012–2013) - Ivan Perić (2012) | Afrika - Toni Silva (2020) - Mohammed Diarra (2017) - Titi Essomba (2009, 2013) - Izu Azuka (2015) - Abdoulaye Diakhaté (2011–2013) - Malick Mane (2016, 2017) - Serge Nyuiadzi (2019–2020) Amerika - Jean-Eudes Maurice (2017) |

## Trainer
- Gurban Berdiýew (1986–1989)
- Dmitri Ogai (2010)
- Ljupko Petrović (2012–2013)
- Jewgeni Jarowenko (2014–2015)
- Jurij Maximow (2016)